# Xã Bolo, Quận Washington, Illinois
Xã Bolo (tiếng Anh: Bolo Township) là một xã thuộc quận Washington, tiểu bang Illinois, Hoa Kỳ. Năm 2010, dân số của xã này là 419 người.